# Шамсол
Шамсол (фр. Chamesol) насеље је и општина у источној Француској у региону Франш-Конте, у департману Ду која припада префектури Монбелијар.
По подацима из 2011. године у општини је живело 405 становника, а густина насељености је износила 39,67 становника/km². Општина се простире на површини од 10,21 km². Налази се на средњој надморској висини од 730 метара (максималној 835 m, а минималној 400 m).

## Демографија
| 1962. | 1968. | 1975. | 1982. | 1990. | 1999. | 2011. |
| ----- | ----- | ----- | ----- | ----- | ----- | ----- |
| 264   | 300   | 282   | 306   | 310   | 328   | 405   |

График промене броја становника у току последњих година